# Žiar, Revúca
Žiar este o comună slovacă, aflată în districtul Revúca din regiunea Banská Bystrica. Localitatea se află la altitudinea de 180 m deasupra n.m., se întinde pe o suprafață de 5 km2 și în 2017 număra 137 de locuitori. Se învecinează cu Tornaľa, Levkuška, Kaloša și Stránska.

## Istoric
Localitatea Žiar este atestată documentar din 1324.

## Demografie
| An:                | 1994 | 2004    | 2014   | 2024    |
| ------------------ | ---- | ------- | ------ | ------- |
| Număr de persoane: | 179  | 150     | 148    | 110     |
| Diferență:         |      | −16,20% | −1,33% | −25,67% |

| An:                | 2023 | 2024   |
| ------------------ | ---- | ------ |
| Număr de persoane: | 101  | 110    |
| Diferență:         |      | +8,91% |